# Amanita franchetii
Espèce
Amanita franchetii, l'Amanite à voile jaune, est une espèce de la famille des Amanitaceae.

## Systématique
Le nom scientifique complet (avec auteur) de ce taxon est Amanita franchetii (Boud.) Fayod.
Le basionyme de ce taxon est : Amanita aspera franchetii Boud.

### Synonymes
Amanita franchetii a pour synonymes :
- Amanita aspera (Fr.) Gray
- Amanita aspera f. franchetii (Boud.) E.-J.Gilbert
- Amanita aspera f. lactella (E.-J.Gilbert) Bertault, 1980
- Amanita aspera subsp. lactella E.-J.Gilbert
- Amanita aspera var. franchetii Boud.
- Amanita franchetii f. lactella (E.-J.Gilbert) Neville & Poumarat
- Amanita franchetii var. lactella (E.-J.Gilbert) Bon & Contu
- Amanita queletii var. franchetii (Boud.) Bon

### Noms vulgaires et vernaculaires
Ce taxon porte en français le nom vernaculaire ou normalisé suivant : Amanite à voile jaune,,.

## Galerie

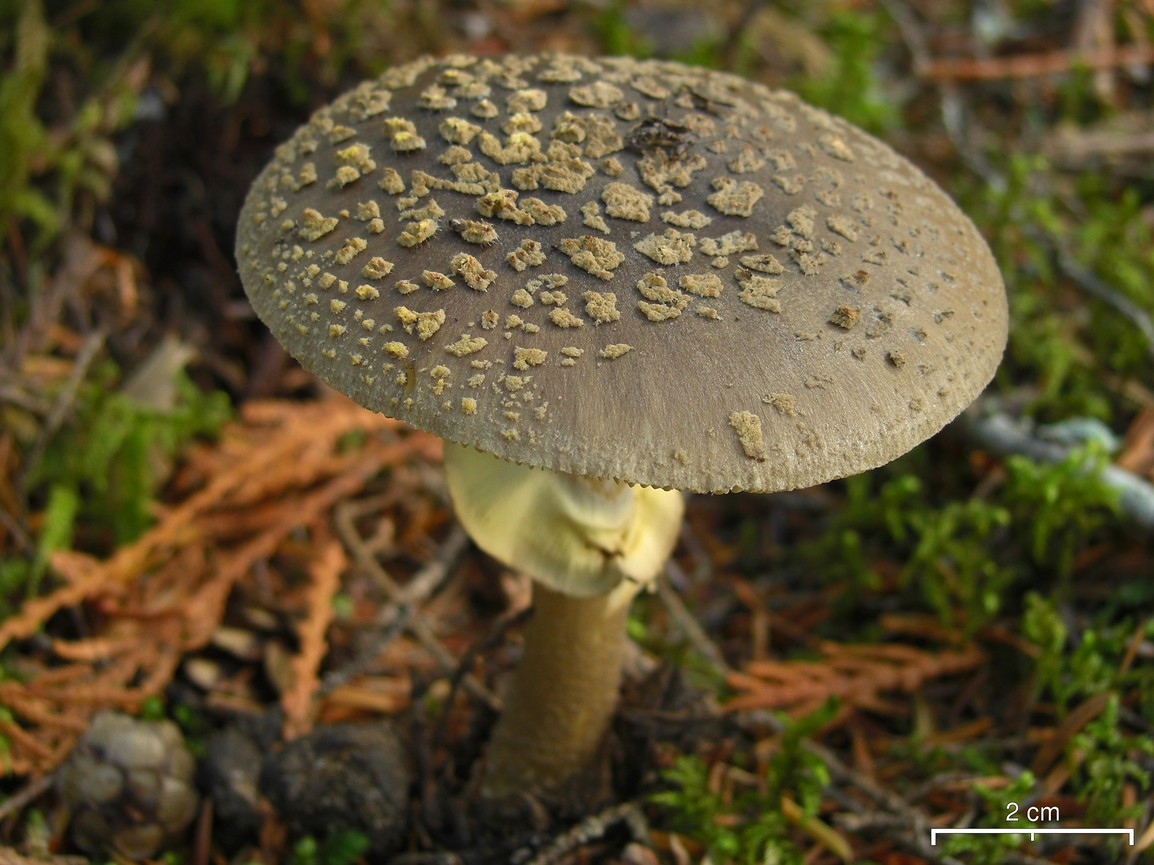
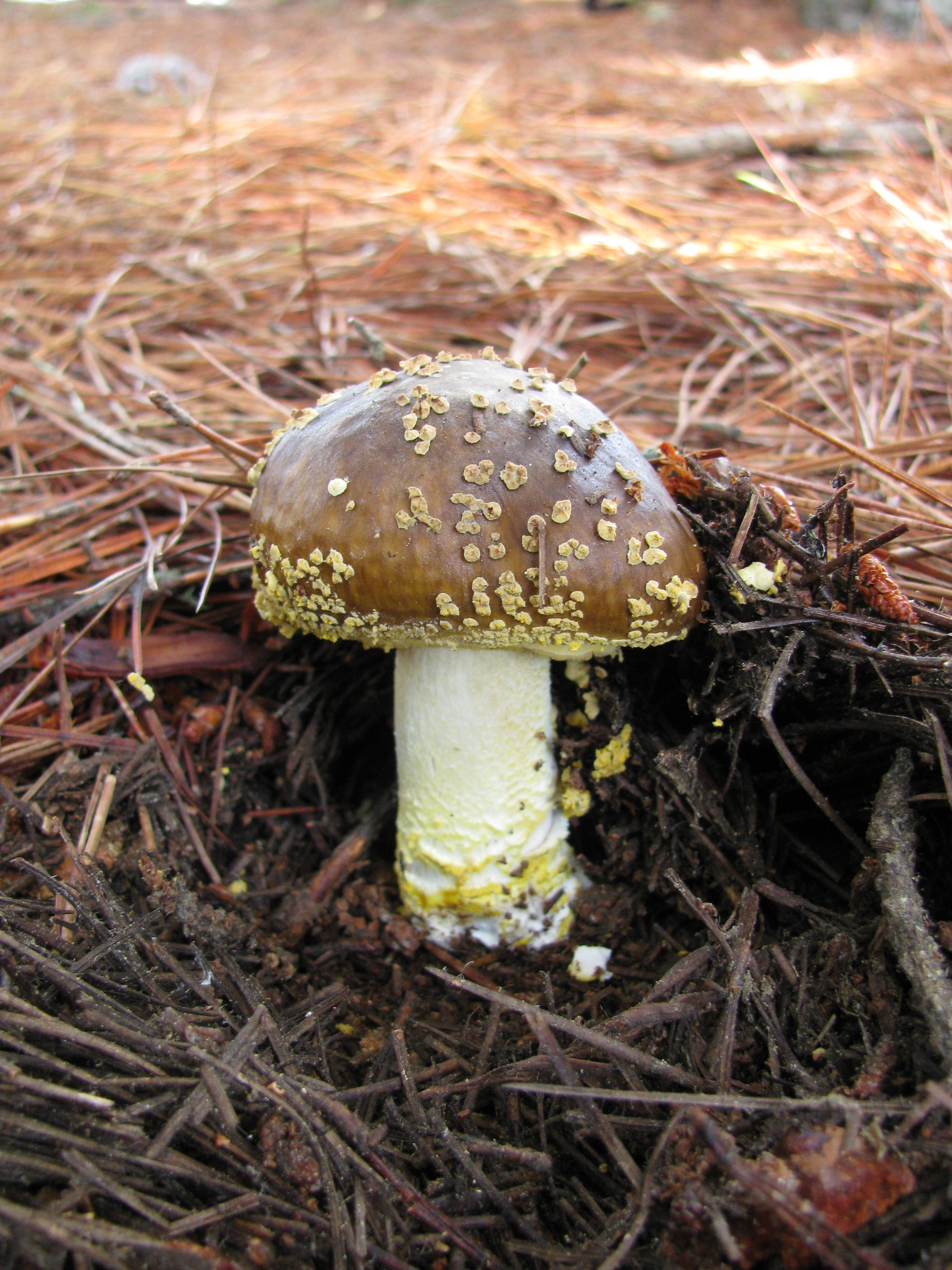
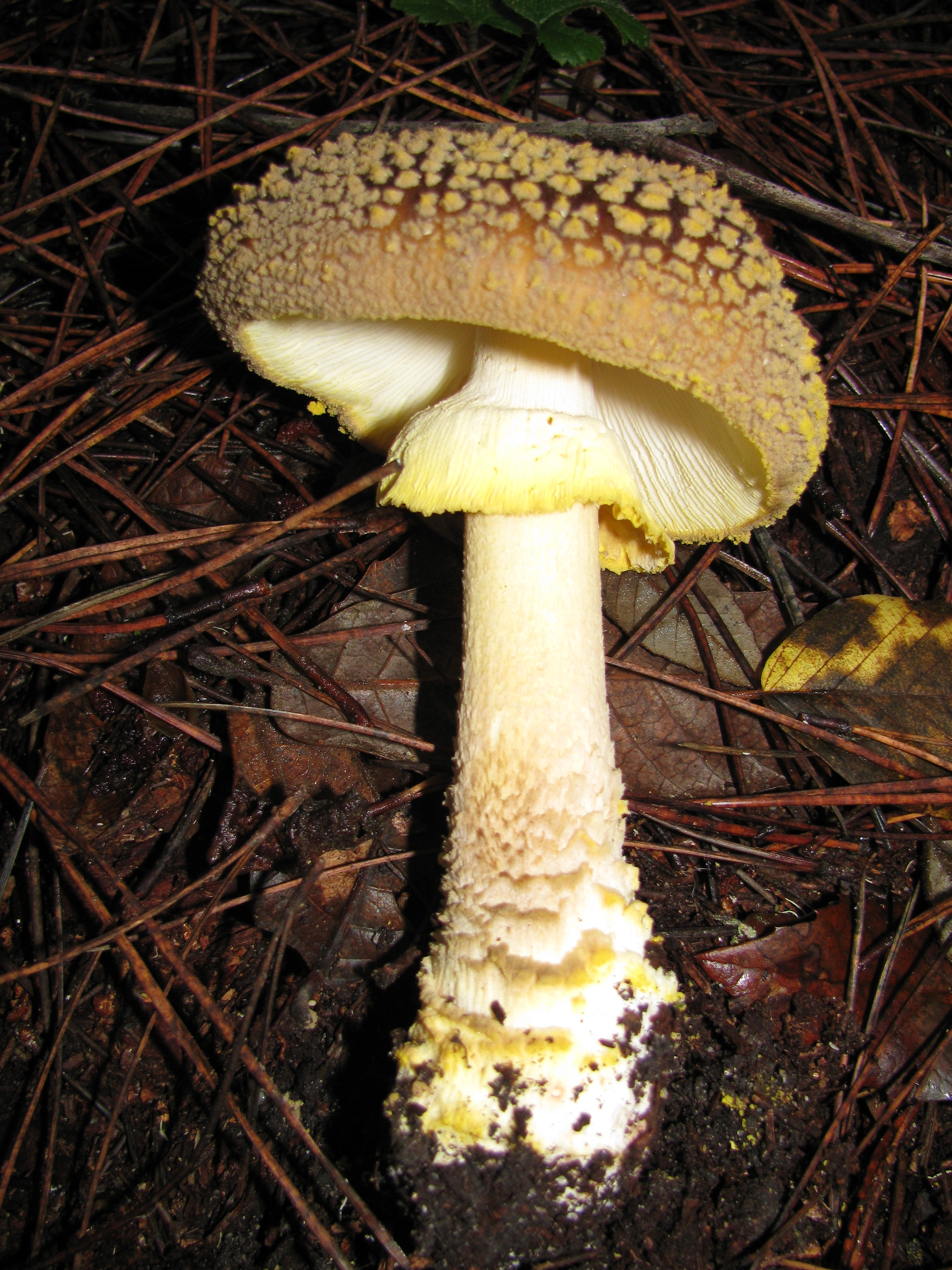
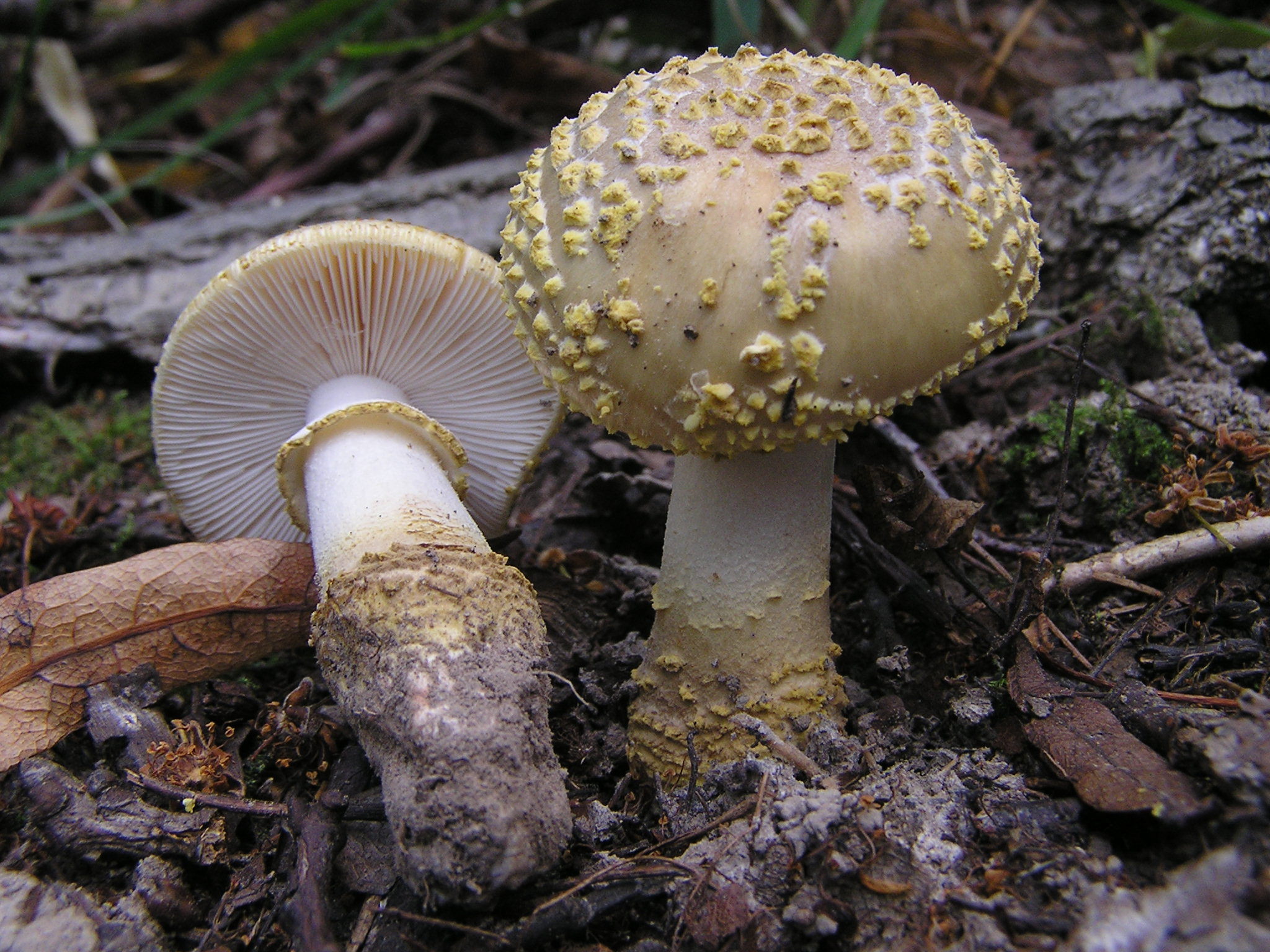
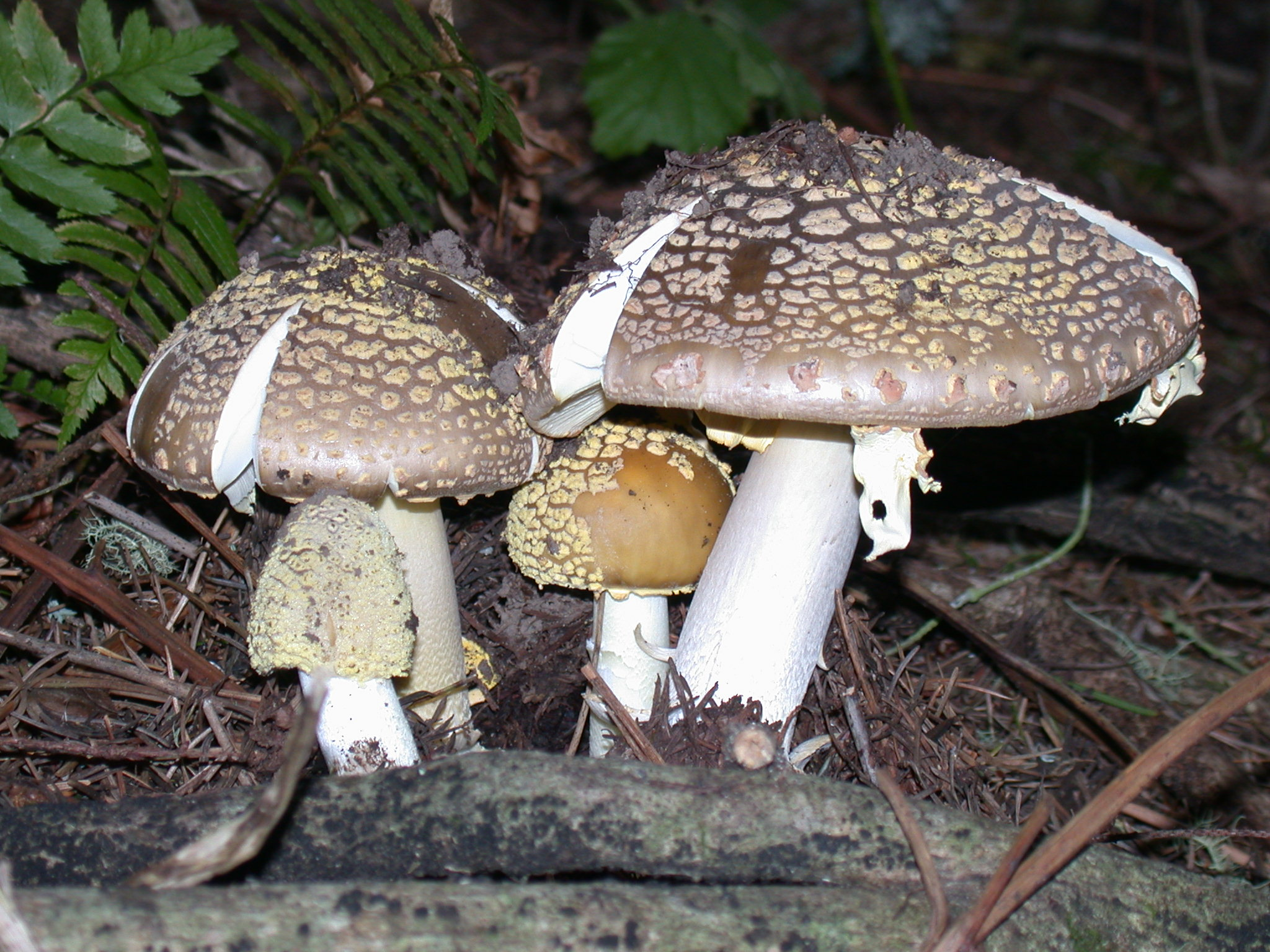